# Mutuelle d'assurance des professions alimentaires
La Mutuelle d'assurance des professions alimentaires (MAPA) est une mutuelle d'assurance française dont le siège est situé à Saint-Jean-d'Angély, en Charente-Maritime. Représentative des commerçants et artisans alimentaires et des métiers de bouche, la MAPA est une société d'assurance mutuelle sans intermédiaire. La MAPA assure les professionnels des métiers de bouche ainsi que les particuliers pour leurs contrats auto, habitation et santé.

## Historique
Lors d'un incident entre des bœufs et une carriole le 15 août 1910 à Javarzay l'idée fondatrice de la MAPA voit le jour. Afin de rester solidaires et d'assumer tous ensemble le coût d'un accident, une proposition est faite pour que chaque paysan paye une cotisation suivant le nombre de bêtes qu'il détient. Cette proposition, initié par Anatole Contré et Armand Charrier, est acceptée et permettra de créer, le 18 mars 1911, la Prévoyance-Accidents, premier nom de MAPA Assurances.
Le concept d'assurance n'est pas encore au centre des préoccupations, sa vocation première prônant l'entraide entre professionnels. En 1930 qu'elle devient une mutuelle d'assurances « dommages ». Elle couvre la responsabilité civile des négociants en bestiaux et se développe peu à peu par le bouche à oreille au sein des syndicats professionnels locaux.
En 1958, l'assurance automobile en France devient obligatoire et Prévoyante-Accidents met en place une responsabilité civile automobile.
Les premières agences sont installées à Nice, Lyon et Paris en 1960 pour renforcer son organisation face au développement du nombre de sociétaires.
En 1974 de nouveaux contrats en matière de santé et de commerce sont créés : complémentaire santé et assurance pour les détaillants en viande. C'est la création de l'assurance multirisques habitation.
Le siège de Prévoyante-Accidents est construit en 1978 à Saint-Jean-d'Angély.
En 1980, Prévoyante-Accidents ouvre ses statuts aux boulangers avec les risques civils de la boulangerie française. Le réseau d'agences s'étend à travers tout le territoire français avec 81 implantations.
En 1987 Prévoyante-Accidents devient la Mutuelle d'assurances des professions alimentaires (MAPA). Durant la même année, plusieurs offres de financement sont mises en place avec le crédit auto et le crédit travaux en partenariat avec Socram.
À partir de 1999, la MAPA s'intéresse au marché des restaurateurs.
En 2007, la MAPA voit son activité accélérer avec la création de nouveaux contrats retraite Médicis et garantie des accidents de la vie. En 2008, la MAPA signe plusieurs partenariats (AG2R, Santéclair, Capsauto et Euromag) qui lui permettent de proposer de nouveaux services. La MAPA est le premier assureur à proposer le remplacement d'un camion-magasin ou camion réfrigéré en cas d'immobilisation.
De nouveaux partenariats voient le jour en 2009 : fabricants et artisans en confiserie, chocolaterie et biscuiterie, puis avec les charcutiers-traiteurs. L'année suivante, la mutuelle lance l'offre « MAPA Resto ».

## Chiffres-clés
| Sociétaires                                | 140 000              |
| Chiffre d'affaires                         | 190 millions d'euros |
| Capitaux propres                           | 90 millions d'euros  |
| Taux de couverture de marge de solvabilité | 450 %                |
| Collaborateurs                             | 580                  |
| Agences en France                          | 83                   |

## Pour approfondir